# 結城站
結城站（日语：／ Yūki eki */?）是位於茨城縣結城市大字結城7490番2號，東日本旅客鐵道（JR東日本）的水戶線車站。

## 概要
此站附近傳統產業，同時為全國命名的結城紬（國家重要無形文化財產）生產地點——結城市中心車站。該車站最接近市中心。

### 在此站行走的運行形態
- 上行（小山方向）
  - 在日間，大約每小時設有1班普通列車（小山）停靠。在早上和黃昏設有來自下館的列車[2]。
- 下行（友部方向）
  - 在日間，大約每小時設有1班普通列車（友部）停靠。在早上和黃昏部分列車只前往下館或直通至常磐線（水戶、勝田方向）的水戶站[2]。

## 歷史
- 1889年（明治22年）1月16日：車站啟用。
- 1987年（昭和62年）4月1日：伴隨國鐵分割民營化，車站由東日本旅客鐵道（JR東日本）營運。
- 1993年（平成5年）5月12日：車站開始建設跨站式站房[3]。
- 1994年（平成6年）12月9日：在結城市成立40周年之際，加上故鄉創生1億日圓資助金（日语：ふるさと創生事業）下，跨站式站房開始使用[1]。
- 2001年（平成13年）11月18日：此站可以開始使用IC卡Suica。
- 2006年（平成18年）2月21日：引入自動閘機。
- 2008年（平成20年）12月25日：引入指定席售票機。
- 2009年（平成21年）3月14日：所有月台引入發車音樂。
- 2015年（平成27年）
  - 4月1日：成為業務委託車站。委托JR水戶鐵道服務負責車站業務。
  - 7月1日：車站業務受託變由JR東日本車站服務（日语：JR東日本ステーションサービス）負責。

## 車站構造
此站是地面車站，設有1面1線的單式月台和1面2線的島式月台，共有2面3線的月台。此站是水戶線中間車站中，唯一設有跨站式站房的車站。南北閘外通道設有「友愛童話橋」的愛稱。
此站是由下館站管理的業務委託車站，委托JR東日本車站服務負責車站業務。此站設有綠色窗口（營業時間：8:40 - 17:00 ，中間設有休息時間）、指定席售票機（操作時間：6:00 - 23:30）和可支援Suica的自動閘機。

### 月台
| 月台 | 路線    | 上下行 | 方向                 |
| ---- | ------- | ------ | -------------------- |
| 1    | ■水戶線 | 下行   | 下館、友部、水戶方向 |
| 2、3 | ■水戶線 | 上行   | 小山方向             |

參考：

## 使用狀況
根據「JR東日本」的資料，在2019年度（令和元年度）1日平均乘車人次為2,041人。
以下為近年乘車人次變化列表：
| 乘車人次變化       | 乘車人次變化     | 乘車人次變化    |
| 年度               | 1日平均 乘車人次 | 參考資料        |
| ------------------ | ---------------- | --------------- |
| 2000年（平成12年） | 3,022            | [ 利用客数 2 ]  |
| 2001年（平成13年） | 2,947            | [ 利用客数 3 ]  |
| 2002年（平成14年） | 2,782            | [ 利用客数 4 ]  |
| 2003年（平成15年） | 2,635            | [ 利用客数 5 ]  |
| 2004年（平成16年） | 2,527            | [ 利用客数 6 ]  |
| 2005年（平成17年） | 2,483            | [ 利用客数 7 ]  |
| 2006年（平成18年） | 2,424            | [ 利用客数 8 ]  |
| 2007年（平成19年） | 2,371            | [ 利用客数 9 ]  |
| 2008年（平成20年） | 2,333            | [ 利用客数 10 ] |
| 2009年（平成21年） | 2,219            | [ 利用客数 11 ] |
| 2010年（平成22年） | 2,189            | [ 利用客数 12 ] |
| 2011年（平成23年） | 2,100            | [ 利用客数 13 ] |
| 2012年（平成24年） | 2,116            | [ 利用客数 14 ] |
| 2013年（平成25年） | 2,153            | [ 利用客数 15 ] |
| 2014年（平成26年） | 2,069            | [ 利用客数 16 ] |
| 2015年（平成27年） | 2,052            | [ 利用客数 17 ] |
| 2016年（平成28年） | 2,091            | [ 利用客数 18 ] |
| 2017年（平成29年） | 2,079            | [ 利用客数 19 ] |
| 2018年（平成30年） | 2,097            | [ 利用客数 20 ] |
| 2019年（令和元年） | 2,041            | [ 利用客数 1 ]  |

## 車站周邊

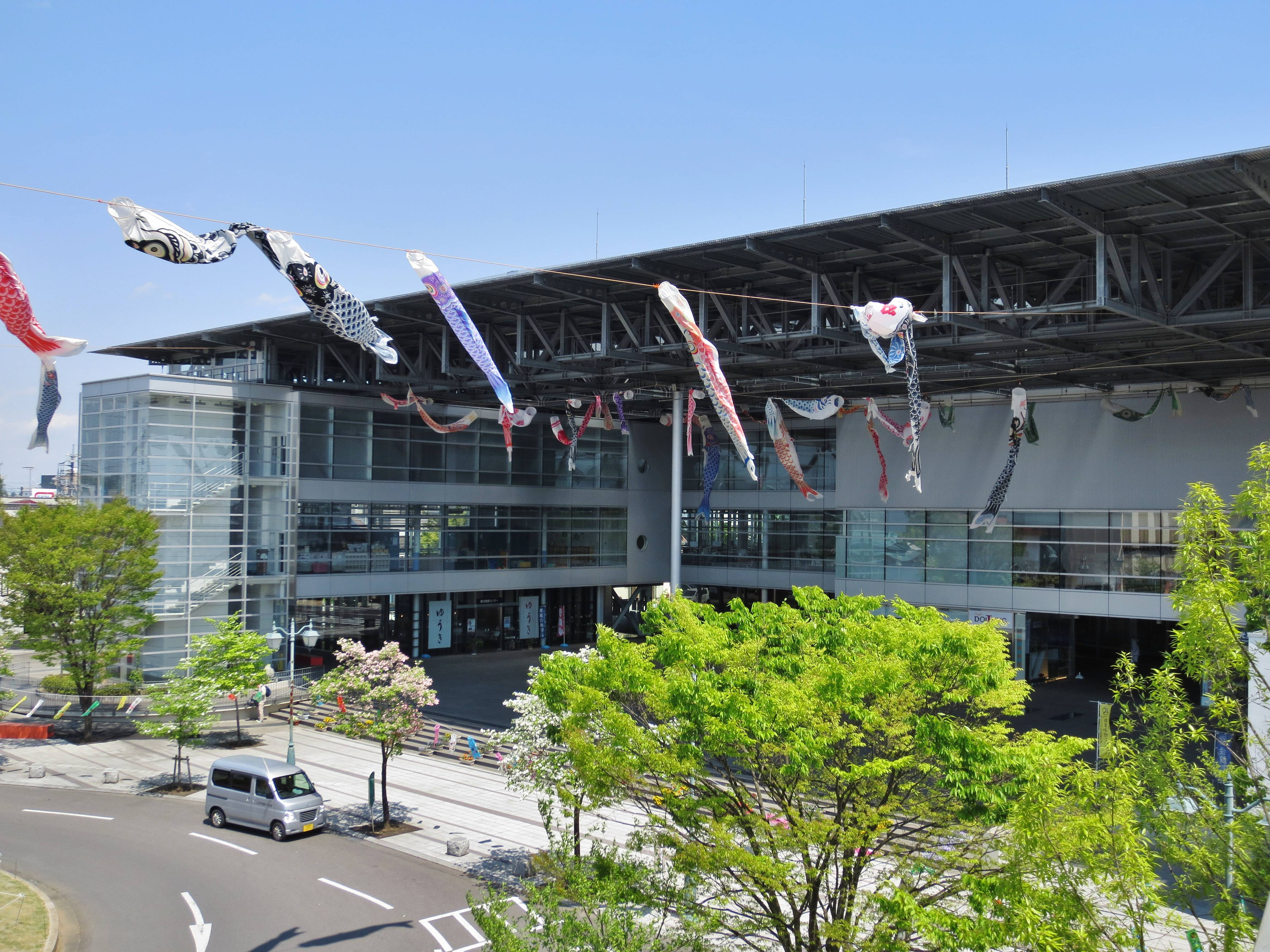
結城市民資訊中心

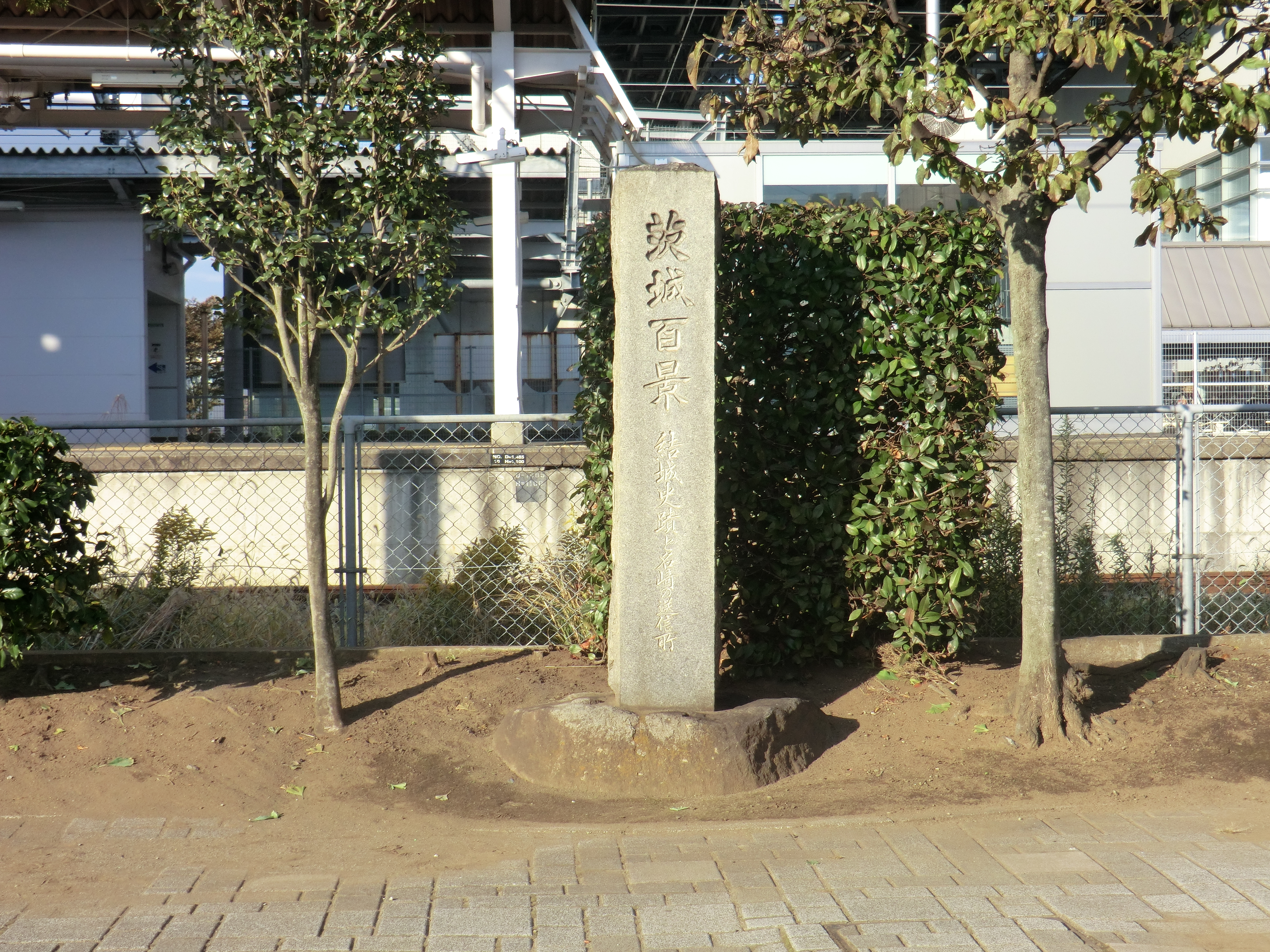
南出口的「茨城百景」之碑
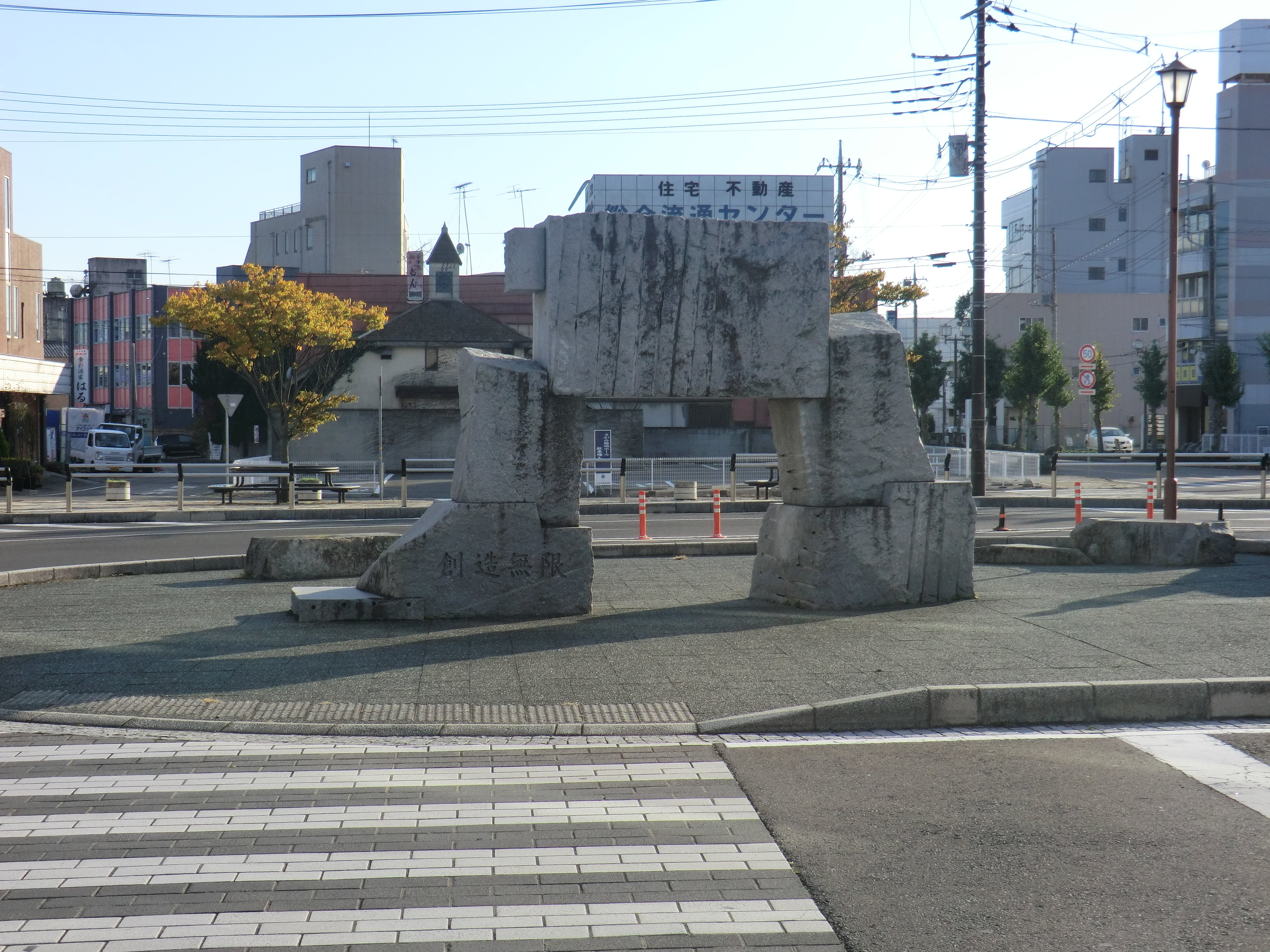
南出口的紀念碑「創造無限」

- 國道50號
- 結城市政廳
- 結城郵便局（日语：結城郵便局）
- 結城白銀郵局
- 茨城县立结城第二高等学校
- 結城市民情報中心（日语：結城市民情報センター） - 結城圖書館（日语：ゆうき図書館）、物產中心
- 市民文化中心 Across
- Route Inn（日语：ホテルルートイン）結城
- 相模典禮結城（殯儀館）

- 南出口的「茨城百景」之碑
- 南出口的紀念碑「創造無限」

## 相鄰車站
東日本旅客鉄道（JR東日本）
■水戶線 
小田林－結城－東結城

## 注腳

### 使用狀況
1. 1 2  . 東日本旅客鐵道.   [2020-07-12]. （原始内容存档于2020-07-10） （日语）.
2. ↑  . 東日本旅客鐵道.   [2019-03-09]. （原始内容存档于2019-03-28） （日语）.
3. ↑  . 東日本旅客鐵道.   [2019-03-09]. （原始内容存档于2019-03-28） （日语）.
4. ↑  . 東日本旅客鐵道.   [2019-03-09]. （原始内容存档于2019-03-28） （日语）.
5. ↑  . 東日本旅客鐵道.   [2019-03-09]. （原始内容存档于2019-03-28） （日语）.
6. ↑  . 東日本旅客鐵道.   [2019-03-09]. （原始内容存档于2019-03-28） （日语）.
7. ↑  . 東日本旅客鐵道.   [2019-03-09]. （原始内容存档于2019-03-28） （日语）.
8. ↑  . 東日本旅客鐵道.   [2019-03-09]. （原始内容存档于2019-03-28） （日语）.
9. ↑  . 東日本旅客鐵道.   [2019-03-09]. （原始内容存档于2019-03-28） （日语）.
10. ↑  . 東日本旅客鐵道.   [2019-03-09]. （原始内容存档于2019-03-28） （日语）.
11. ↑  . 東日本旅客鐵道.   [2019-03-09]. （原始内容存档于2019-03-28） （日语）.
12. ↑  . 東日本旅客鐵道.   [2019-03-09]. （原始内容存档于2019-03-28） （日语）.
13. ↑  . 東日本旅客鐵道.   [2019-03-09]. （原始内容存档于2019-03-28） （日语）.
14. ↑  . 東日本旅客鐵道.   [2019-03-09]. （原始内容存档于2019-03-22） （日语）.
15. ↑  . 東日本旅客鐵道.   [2019-03-09]. （原始内容存档于2016-03-04） （日语）.
16. ↑  . 東日本旅客鐵道.   [2019-03-09]. （原始内容存档于2019-03-22） （日语）.
17. ↑  . 東日本旅客鐵道.   [2019-03-09]. （原始内容存档于2019-03-22） （日语）.
18. ↑  . 東日本旅客鐵道.   [2019-03-09]. （原始内容存档于2019-03-22） （日语）.
19. ↑  . 東日本旅客鐵道.   [2019-07-09]. （原始内容存档于2019-03-22） （日语）.
20. ↑  . 東日本旅客鐵道.   [2019-07-09]. （原始内容存档于2019-07-05） （日语）.

## 外部連結
- 車站資訊（結城）：東日本旅客鐵道（日語）